# 親衛隊上級大佐

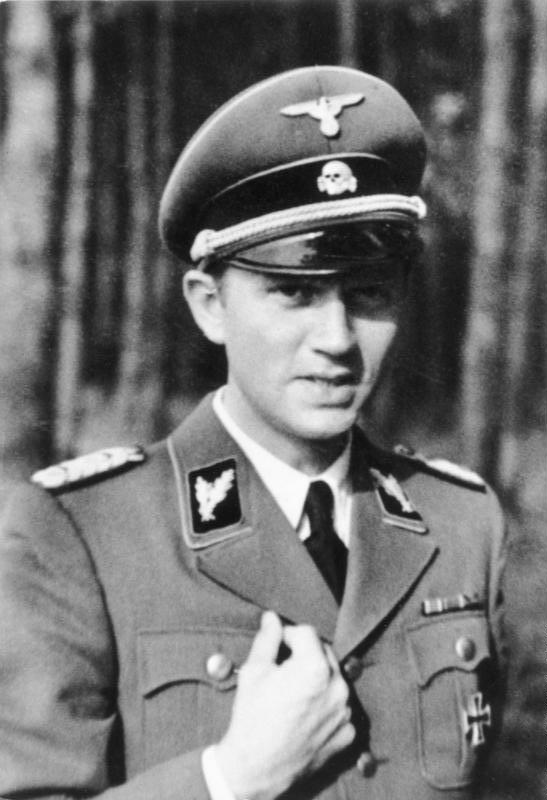
ヴァルター・シェレンベルク親衛隊上級大佐(1943年)

親衛隊上級大佐（しんえいたいじょうきゅうたいさ）は、国民社会主義ドイツ労働者党（ナチス党）の親衛隊（SS）の階級「SS-Oberführer」の訳語の一つである。
「Oberführer」（オーベルフューラー、直訳すると上級隊長）は親衛隊（SS）に限らず、突撃隊（SA）、国家社会主義自動車軍団（NSKK）、国家社会主義航空軍団（NSFK）といったナチス党組織に存在した階級である。ドイツ国防軍の少将（Generalmajor）と大佐（Oberst）の間に位置する階級であるため、「（SS,SA,NSKK,NSFK）上級大佐」もしくは「（SS,SA,NSKK,NSFK）准将」と訳される。
もともとは将官の最下級の階級、すなわち「准将」のような階級と見なされていたが、後に将官待遇の佐官階級、すなわち「上級大佐」のような階級とみなされるようになっていった。この階級から将官を示すコートのシルバーグレーの下襟、将官用制帽の着用が許されていた。

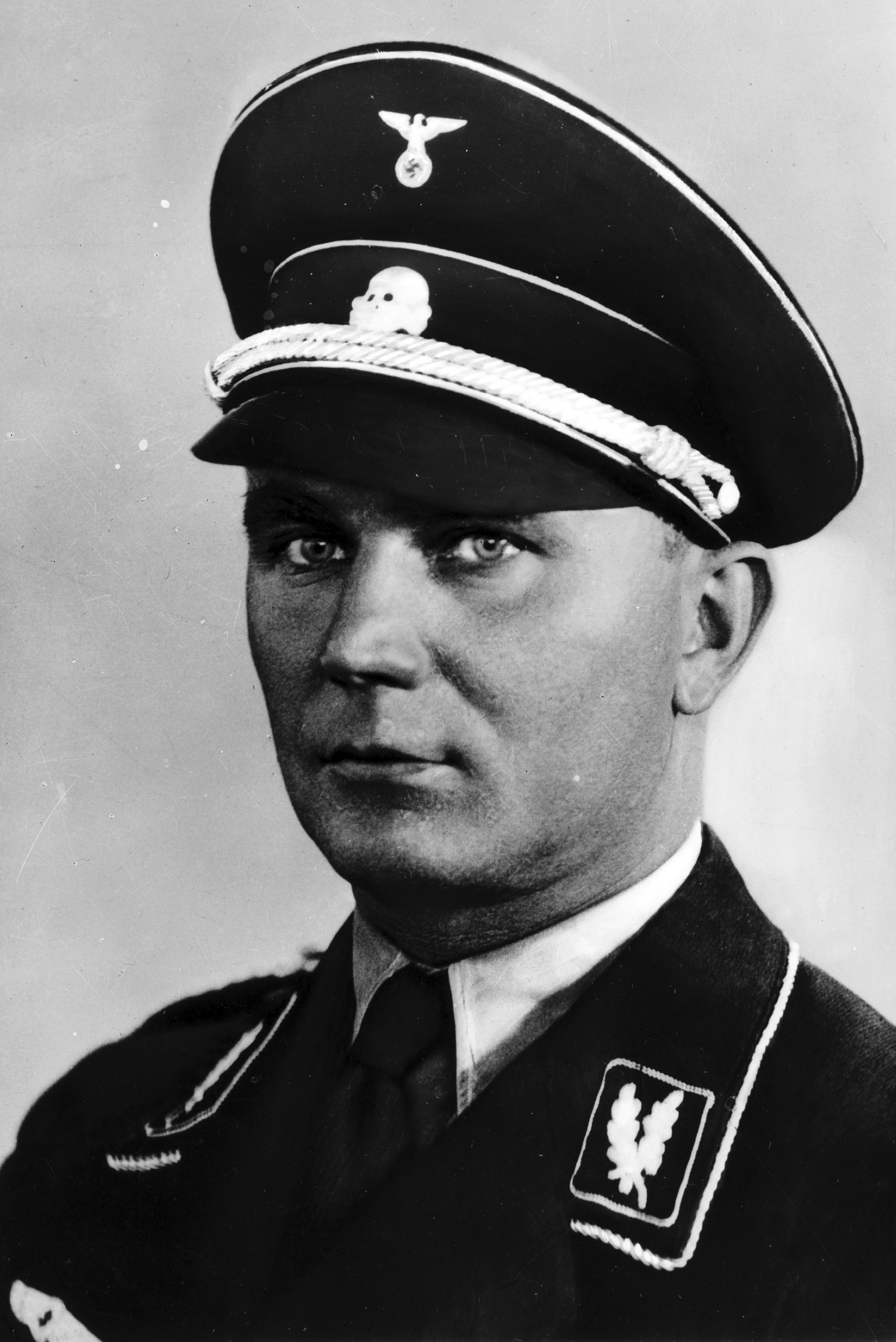
黒服のアルツール・グライザー(英語版)親衛隊上級大佐(1934)。襟章が更新前のもの。

米英では訳さず原文を用いるが、敢えて訳す場合には陸軍の階級呼称を利用して SS （もしくはSA,NSKK,NSFK）senior colonel と訳される。

## 親衛隊（SS）
親衛隊上級大佐（SS-Oberführer）は、一般親衛隊と武装親衛隊に存在した階級である。親衛隊准将とも訳される。親衛隊大佐（SS-Standartenführer）の上位、親衛隊少将（SS-Brigadeführer）の下位に位置する。
警察業務にあたる親衛隊上級大佐は警察大佐（Oberst der Polizei） の階級も併せて持っていることが多い。

### 階級章

襟章

襟章

襟章
1929年から1942年までの襟章
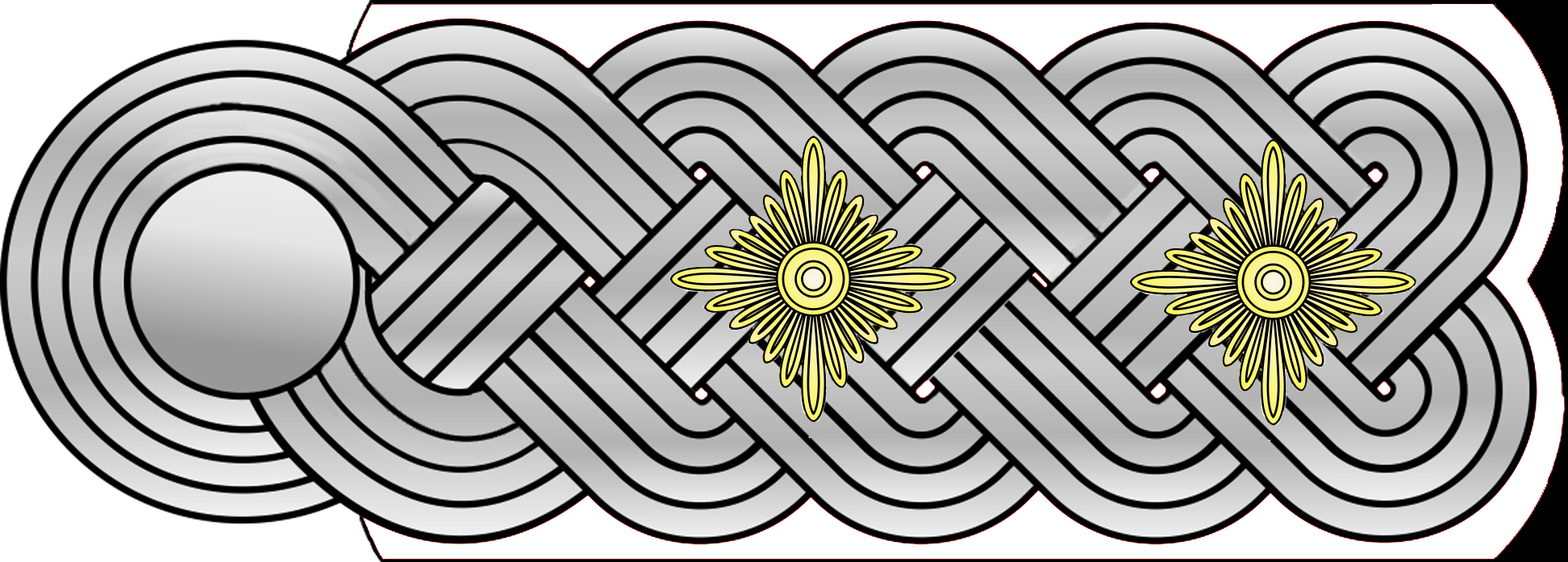
肩章(武装SS)
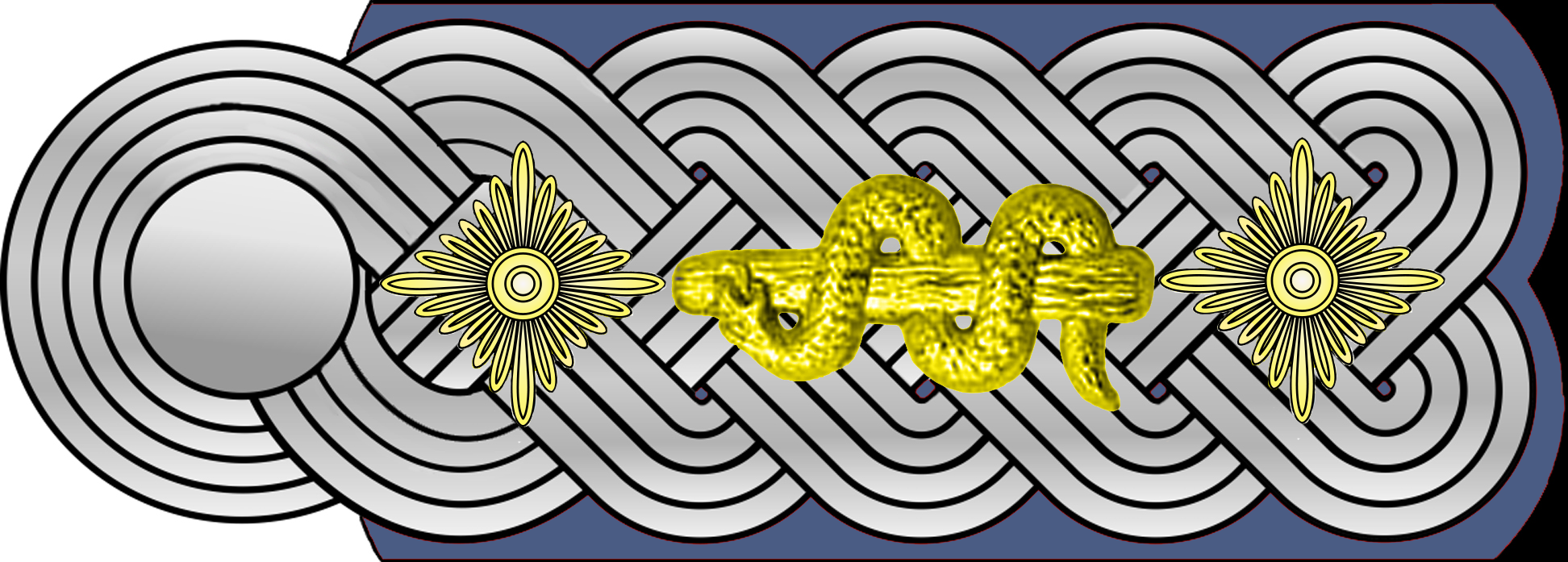
医療部隊の肩章(武装SS)
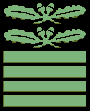
迷彩服の階級章(武装SS)

### 主なSS上級大佐
- エマヌエル・シェーファー（SD将校。アインザッツグルッペン指揮官。）
- ユリアン・シェルナー（クラクフ親衛隊及び警察指導者。映画「シンドラーのリスト」の登場人物。）
- アルトゥーレ・シルガイリス（ラトビア人義勇兵部隊指揮官）
- オスカール・ディルレヴァンガー（第36SS武装擲弾兵師団の師団長）
- フリードリヒ・パンツィンガー（国家保安本部5局刑事警察局長。アインザッツグルッペン指揮官）
- エミール・モーリス（ナチ党古参党員。アドルフ・ヒトラーの初期の親しい側近。）

## 突撃隊（SA）
突撃隊上級大佐（SA-Oberführer）は突撃隊に存在した階級である。突撃隊准将とも訳される。突撃隊大佐（SA-Standartenführer）の上位、突撃隊少将（突撃隊少将）（SA-Brigadeführer）の下位に位置する階級である。

### 主なSA上級大佐
- ハンス＝ヨアヒム・フォン・ファルケンハウゼン（Hans-Joachim von Falkenhausen）（「長いナイフの夜」の際に粛清）
- ハインリヒ・ヒムラー（親衛隊全国指導者。突撃隊隊員時代の階級）
- ゴットロープ・ベルガー（親衛隊大将。親衛隊本部長官。突撃隊隊員時代の階級）

## 国家社会主義自動車軍団（NSKK）
国家社会主義自動車軍団上級大佐（NSKK-Oberführer）は国家社会主義自動車軍団（NSKK）に存在した階級である。国家社会主義自動車軍団准将とも訳される。国家社会主義自動車軍団大佐（NSKK-Standartenführer）の上位、国家社会主義自動車軍団少将（NSKK-Brigadeführer）の下位に位置する階級である。

### 階級章
- 襟章

## 国家社会主義航空軍団（NSFK）
国家社会主義航空軍団上級大佐（NSFK-Oberführer）は国家社会主義航空軍団（NSFK）に存在した階級である。国家社会主義航空軍団准将とも訳される。国家社会主義航空軍団大佐（NSFK-Standartenführer）の上位、国家社会主義航空軍団少将（NSFK-Brigadeführer）の下位に位置する階級である。

### 階級章
- 襟章